# يوجي إيشيكاوا
يوجي إيشيكاوا (باليابانية: 石川 裕司) (2 يوليو 1979 في ماسودا في اليابان – )؛ هو لاعب كرة قدم ياباني سابق كان يلعب كمدافع.

## وصلات خارجية
- يوجي إيشيكاوا على موقع رابطة كرة القدم اليابانية للمحترفين (اليابانية)